# Молоф
Молоф (также известен как ампас, поуле) — плохо задокументированный папуасский язык, на котором говорят около 200 человек. Вурм в 1975 году определил его как независимую ветвь трансновогвинейских языков, но Россу в 2005 году не удалось найти достаточно сведений для того, чтобы классифицировать его.